# Ланча Мегагамма
Ланча Мегагамма (на италиански: Lancia Megagamma) е концептуален автомобил представен от Италдизайн на автомобилното изложение във Торино през 1978 година. Тази иновативна и радикална концепция на Ланча може да се каже, че е една от първите идеи за създаването на автомобилния клас миниван.

## Проект
Тази концепция се опитва да съчетае компактността на хечбек и широкото пространство, което предлага един седан. Дизайнът е дело на гениалния дизайнер Джорджето Джуджаро. Мегагамма или още наричана Ланча Гамма 2500 е с конструктивни елементи главно заимствани от Ланча Гамма.

## Производство
Автомобилът така и не стига до производство поради опасенията на главния изпълнителен директор на Фиат Умберто Анели, моделът да не доведе компанията до големи загуби.

## Наследници
Добрата идея за подобен автомобил дава началото на Рено Еспас. В края на 90-те години на 20 век Ланча пуска първия си миниван – Ланча Зета, който се смята за наследник на Мегагамма.